# ノイローゼ・ダンシング
『ノイローゼ・ダンシング』は、山下ユタカ（連載当時は「山下ゆたか」表記）による日本の漫画。『週刊ヤングマガジン』（講談社）にて短期集中連載された。単行本は全1巻（現在絶版）。タイトルはフルネームで『反逆中坊天涯孤独ノイローゼ・ダンシング』。

## 概要
ジャンルとしては「ヤンキー漫画」に位置づけられながらも、漫画的な「戯画化された不良」が一切登場しないのが特徴。作中の登場人物達は現実的な不良であり、彼らの生活とその基盤となる社会の閉塞感を独特の筆致で描写している。また社会への反抗という過激なテーマを扱いながら、リアルな不良の持つ倦怠感・焦燥感も掘り下げて描かれており、細やかなディテールの積み重ねと相まって深い情緒性を生み出している。こういった諸要素は山下ユタカの短篇・中篇に一貫して見られるものである。
長らく単行本が絶版状態であったが、現在ではインターネットや携帯電話の電子書籍サイトで購読が可能となっている。
2015年、FUNDIYのクラウドファンディングで読切続編が発表された。

## あらすじ
鷺谷克郎（カツロー）は葛沢中学に通う不良パンク小僧。不良だからと気ままに生きてはいたが、高校進学は絶望的だし、最近は何をやってもパッとしない。一方で同学年の親友ヒロは健全なスポーツマンとしてバスケ部で活躍中、同じく同学年のキンゴは学内不良グループの頭を張っている。カツローはどうにも小物の域を脱しない自分を情けなく思いながらも、中学最後の夏を過ごしていた。
一向に梅雨の来ない、異様に暑い6月のある日、カツローはせっかちな蝉の声を聞く。その翌日、ひょんなことでキンゴと小さな諍いを起こすカツロー。
やがてグループ内の諍いが大きな事件へと発展し、天涯孤独となったカツローは「自分の為に」一人戦い始める……。

## 登場人物

### 葛沢中学
カツローらの通う中学校。評判はあまり良くないらしく、近隣の交番からは目の仇にされている。

#### 不良グループ
鷺谷 克郎（サギヤ カツロウ）（カツロー）
葛沢中学3年生。左耳に安全ピンのピアスをつけている。ツンツンに逆立った特徴的な髪型は、ダイエースプレーと洗濯のりで30分かけて作るらしい。
原付バイクを所持（無論無免許）。吸っている煙草はHOPE。
キンゴ、ヒロとは仲が良く、しょっちゅうつるんでいたが、キンゴがグループのリーダーになってからは、やや距離を置いている。
元バスケ部らしいが、現在部活などには参加している様子はない。そもそも放課後になってようやく登校したり、教室にくわえ煙草で入ってきたりと、学業全般に対して不真面目な態度を取っている。そのせいか、高校進学は絶望的らしい。
ミカとは過去に付き合っていたことがあり、現在もやや当時の関係を引きずっているようである。
グループ内の立場としてはそこそこだが、キンゴとヒロの活躍の陰に隠れて今ひとつパッとせず、自分のことを「つくづく小物なキャラだなー」と自嘲している。
家族は父親がいるが、母親は家に帰ってきておらず、別居状態だと見られる。
シンナーをやっており、度を越して摂取してフラフラになることもしばしば。
物語後半、髪をモヒカン刈りにするのはロバート・デ・ニーロの出世作「タクシードライバー」のオマージュである。
小田桐 裕倫（オダギリ ヒロトモ）（ヒロくん）
葛沢中学3年生。金髪と上背が特徴。
カツローの不良仲間で親友。現在はバスケ部のエースとして活躍している。息が切れるから、とシンナーはやめた（ただ煙草は吸っている）。
本町中の土屋をあっさりと撃退するなど喧嘩が強く、また人柄も良いため、不良のみならず普通の生徒との交友関係も良好である。
過去にキンゴと喧嘩をして勝利したことがあるらしく、今も（キンゴの側には）遺恨が残っている。
資金が貯まったら佐伯から単車を譲ってもらう予定らしい。
金城 征吾（キンジョウ セイゴ）（キンゴ）
葛沢中学3年生。オールバックが特徴。ヒロ、カツローと比べるとやや小柄。
葛沢中不良グループの頭。本町中学最強と言われたドラゴや、先輩OBを1対1で倒すなど、非常に腕っ節が強い。ただ最近はややイラつき気味で、特にバスケに精を出すヒロのことをあまり快く思っていない。
粗暴な性格で、特にケンボーはイライラのはけ口としてしょっちゅう暴力を振るわれている。
甲田 健司（コウダ ケンジ）（ケンボー）
葛沢中学2年生。リーゼントヘアが特徴。
カツローら3年生を慕う下級生。グループの中ではパシリのような存在だが、皆からは可愛がられている。
末次 美香（スエツグ ミカ）（ミカ）
葛沢中学3年生。
カツローの元カノで、現在はキンゴの彼女。が、カツローに対してはまだ情が残っているようである。
熱しやすい不良グループの中にありながら、やや冷めている節がある。
他のメンバー
ほとんどが葛沢中学3年生。
キンゴに対してはやや恐怖支配気味に付き従っている風でもある。キンゴがドラゴを倒してからはその傾向が顕著。

#### OB
葛沢中学を卒業したOB。現在は暴走族に参加している。
佐伯
OBの一人。リーゼント頭。最近、シンナーを捌き始めたらしい。
カツローらに対しては何かと気にかけている様子である。
タツヒコ
OBの一人。金髪とサングラスが特徴。
佐伯とつるんでいる。
ケイ
OBの一人。

#### その他
先生
葛沢中学の教師。
喧嘩騒ぎや補導の後始末など、カツローのことを何かと気にかけている。カツローに対しては教師として振る舞い接する一方、没収した煙草を本人の前で吸うなど、やや砕けた態度をすることもある。ただ教頭などからは「（態度が）甘すぎる」とも思われている。

### 本町中学
通称「ポン中」。葛沢中学とは長らく対立しており、立場的にはこちらが上だったが、最大の実力者であったドラゴがキンゴに敗れたことで立場が逆転する。
ドラゴ
土屋のツレ。坊主頭で口髭が濃い。
土屋と並んで本町中学の二枚看板と言われていたが、キンゴに敗れる。兄がいるらしいが、キンゴからは「兄貴の七光り」と揶揄のネタにされている。
土屋
本町中学の不良。目元の傷が特徴。
腕っ節が強く、鉄パイプで殴られても平然としていたが、ヒロの手で倒される。

### その他
警官
葛沢中学の近くにある派出所の警察官。葛沢中学の不良を昔から目の仇にしており、派出所に連れ込んだカツローに陰湿な暴力を振るうなどしている。